# Organizace pro hospodářskou spolupráci a rozvoj

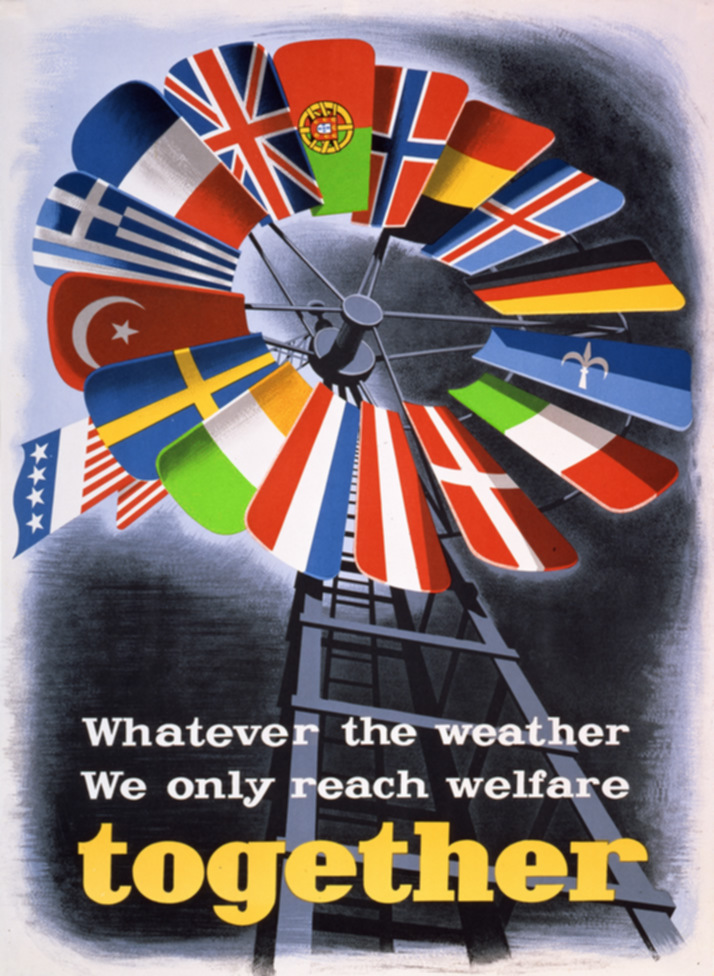
Jeden z několika plakátů Správy ekonomické spolupráce (Economic Cooperation Administration – ECA) popularizující Marshallův plán v Evropě. Nápis praví: „Za jakékoholi počasí, prosperity dosáhneme pouze společně.“

Organizace pro hospodářskou spolupráci a rozvoj (anglicky Organisation for Economic Co-operation and Development – zkráceně OECD) je mezivládní organizace 38 ekonomicky velmi rozvinutých států světa, které přijaly principy demokracie a tržní ekonomiky. OECD vznikla v roce 1961 (zakládací dokument byl podepsán 14. prosince 1960) transformací Organizace pro evropskou hospodářskou spolupráci (OEEC), která byla původně zřízena roku 1948 k administraci poválečného Marshallova plánu.
OECD koordinuje ekonomickou a sociálně-politickou spolupráci členských zemí, zprostředkovává nové investice, prosazuje liberalizaci mezinárodního obchodu. Cílem OECD je napomáhat k dalšímu ekonomickému rozvoji, potlačení nezaměstnanosti, stabilizaci a rozvoji mezinárodních finančních trhů.
Mezi hlavní orgány OECD patří rada, složená z ministrů, coby zástupců členských zemí, dále výkonný výbor, sekretariát v čele s generálním tajemníkem a několik odborných komisí. Sídlem sekretariátu OECD je Château de la Muette v Paříži.

## Historie
Předchůdcem OECD byla Organizace pro Evropskou hospodářskou spolupráci (Organisation for European Economic Cooperation, OEEC), založená 17. dubna 1948, jejímž účelem bylo zejména rozdělování prostředků Marshallova plánu, ale také hospodářská a měnová spolupráce a odstraňování obchodních překážek. Organizaci založilo 17 západoevropských států a tři německé okupační zóny, tedy státy přijímající pomoc z Marshallova plánu (kromě nich Marshallův plán přijala také Jugoslávie a Svobodné území Terst). Později se připojilo Španělsko.

## Cíle a činnost
OECD poskytuje prostředí, ve kterém mohou jednotlivé vlády vzájemně porovnávat svoje zkušenosti s různými typy politik, hledat odpovědi na běžné problémy, poznat dobře fungující praxi a koordinovat domácí a zahraniční politiku. Mandát OECD je velmi široký, protože pokrývá řadu záležitostí vztahujících se k ekonomice, životnímu prostředí a sociální politice.
Je to fórum, ve kterém vzájemný tlak může působit jako silný motivační prostředek k zavádění tzv. měkkého práva – nesvazujících nástrojů, které však mohou někdy vést i k závazným dohodám.
Spolupráce mezi jednotlivými vládami pramení z informací a analýz, poskytovaných sekretariátem v Paříži. Ten shromažďuje data, monitoruje trendy a analyzuje a předpovídá další ekonomický vývoj. Snaží se také zachytit sociální změny nebo rozvoj v obchodu, ochraně životního prostředí, zemědělství, technologiích, zdanění a dalších oblastech. OECD je také známá jako jedna z nejlepších statistických agentur, jelikož publikuje velmi zajímavé průzkumy s množstvím informací a širokým zaměřením.
V uplynulém desetiletí OECD vyřešilo řadu ekonomických, sociálních a environmentálních záležitostí, zatímco dále prohlubovalo svoje spojení s podniky, obchodními uniemi a dalšími zástupci civilní společnosti. Vyjednávání na úrovni OECD ohledně zdanění a celních poplatků například vytvořilo podmínky pro tvorbu mnoha bilaterálních daňových dohod po celém světě.
Mimo jiné si vzalo OECD také za cíl koordinovat mezinárodní boj s politickou korupcí a úplatkářstvím a vytvořilo pro tyto účely Dohodu proti úplatkářství (anglicky OECD Anti-Bribery Convention), která vešla v platnost v únoru 1999.
OECD ustavilo také pracovní tým zabývající se spamem, který vytvořil detailní zprávu s několika poměrně zajímavými informacemi, vztahujícími se k této problematice (např. stav v rozvojových zemích nebo nejlepší praktiky pro ISP).

## Členské státy
Od května 2021 má 38 členů.
| 20 zakládajících členů (ze 14. prosince 1960): | |
| - Rakousko - Belgie - Kanada - Dánsko - Francie - Německo - Řecko - Island - Irsko - Itálie                                                                                  | - Lucembursko - Nizozemsko - Norsko - Portugalsko - Španělsko - Švédsko - Švýcarsko - Turecko - Spojené království - USA                                     |
| Pozdější členové (řazeno chronologicky s datem vstupu) | |
| - Japonsko (1964) - Finsko (1969) - Austrálie (1971) - Nový Zéland (1973) - Mexiko (1994) - Česko (21. prosince 1995) - Jižní Korea (1996) - Maďarsko (1996) - Polsko (1996) | - Slovensko (2000) - Chile (2010) - Slovinsko (2010) - Izrael (2010) - Estonsko (2010) - Lotyšsko (2016) - Litva (2018) - Kolumbie (2020) - Kostarika (2021) |
| Kandidáti | |
| - Argentina - Brazílie - Bulharsko - Chorvatsko - Peru - Rumunsko | |

členské státy OECD
kandidátské státy
státy s rozšířenou spoluprací

S OECD blízce spolupracuje Evropská komise, od roku 2007 v režimu rozšířené spolupráce také Čína, Indie, Indonésie a Jihoafrická republika. Dalších 25 států je členem nebo pozorovatelem v odborných komisích OECD, dalších 50 pak v ostatních aktivitách. Ruskou žádost o členství OECD v roce 2014 pozastavila z důvodu Krymské krize, 25. února 2022 OECD ukončila přístupová jednání s Ruskem oficiálně, a to v souvislosti s jeho invazí na Ukrajinu.
| Země                   | Žádost          | Vyjednávání     | Pozvánka           | Členství           | Zeměpisná poloha | Poznámky                                                                   |
| ---------------------- | --------------- | --------------- | ------------------ | ------------------ | ---------------- | -------------------------------------------------------------------------- |
| Austrálie              |                 |                 |                    | 7. června 1971     | Oceánie          |                                                                            |
| Rakousko               |                 |                 |                    | 29. září 1961      | Evropa           | Člen OEEC                                                                  |
| Belgie                 |                 |                 |                    | 13. září 1961      | Evropa           | Člen OEEC                                                                  |
| Kanada                 |                 |                 |                    | 10. dubna 1961     | Severní Amerika  |                                                                            |
| Chile                  | listopadu 2003  | 16. května 2007 | 15. prosince 2009  | 7. května 2010     | Jižní Amerika    |                                                                            |
| Kolumbie               | 24. ledna 2011  | 30. května 2013 | 25. května 2018    | 28. dubna 2020     | Jižní Amerika    |                                                                            |
| Kostarika              | 9. dubna 2015   |                 | 15. května 2020    | 25. května 2021    | Severní Amerika  |                                                                            |
| Česko                  | ledna 1994      | 8. června 1994  | 24. listopadu 1995 | 21. prosince 1995  | Evropa           |                                                                            |
| Dánsko                 |                 |                 |                    | 30. května 1961    | Evropa           | Člen OEEC                                                                  |
| Estonsko               |                 | 16. května 2007 | 10. května 2010    | 9. prosince 2010   | Evropa           |                                                                            |
| Finsko                 |                 |                 |                    | 28. ledna 1969     | Evropa           |                                                                            |
| Francie                |                 |                 |                    | 7. srpna 1961      | Evropa           | Člen OEEC                                                                  |
| Německo                |                 |                 |                    | 27. září 1961      | Evropa           | Do OEEC vstoupilo v roce 1949 (Západní Německo). Dříve zastoupen Trizonou. |
| Řecko                  |                 |                 |                    | 27. září 1961      | Evropa           | Člen OEEC                                                                  |
| Maďarsko               | prosince 1993   | 8. června 1994  |                    | 7. května 1996     | Evropa           |                                                                            |
| Island                 |                 |                 |                    | 5. června 1961     | Evropa           | Člen OEEC                                                                  |
| Irsko                  |                 |                 |                    | 17. srpna 1961     | Evropa           | Člen OEEC                                                                  |
| Izrael                 | 15. března 2004 | 16. května 2007 | 10. května 2010    | 7. září 2010       | Asie             |                                                                            |
| Itálie                 |                 |                 |                    | 29. března 1962    | Evropa           | Člen OEEC                                                                  |
| Japonsko               | listopadu 1962  |                 | 1. července 1963   | 28. dubna 1964     | Asie             |                                                                            |
| Jižní Korea            | 29. května 1995 |                 | 25. října 1996     | 12. prosince 1996  | Asie             | Oficiálně Korejská republika                                               |
| Lotyšsko               |                 | 29. května 2013 | 11. května 2016    | 1. července 2016   | Evropa           |                                                                            |
| Litva                  |                 | 9. dubna 2015   | 31. května 2018    | 5. července 2018   | Evropa           |                                                                            |
| Lucembursko            |                 |                 |                    | 7. prosince 1961   | Evropa           | Člen OEEC                                                                  |
| Mexiko                 |                 |                 | 14. dubna 1994     | 18. května 1994    | Severní Amerika  |                                                                            |
| Nizozemsko             |                 |                 |                    | 13. listopadu 1961 | Evropa           | Člen OEEC                                                                  |
| Nový Zéland            |                 |                 |                    | 29. května 1973    | Oceánie          |                                                                            |
| Norsko                 |                 |                 |                    | 4. července 1961   | Evropa           | Člen OEEC                                                                  |
| Polsko                 | 1. února 1994   | 8. června 1994  | 11. července 1996  | 22. listopadu 1996 | Evropa           |                                                                            |
| Portugalsko            |                 |                 |                    | 4. srpna 1961      | Evropa           | Člen OEEC                                                                  |
| Slovensko              | února 1994      | 8. června 1994  | 1. července 2000   | 14. prosince 2000  | Evropa           |                                                                            |
| Slovinsko              | března 1996     | 16. května 2007 | 10. května 2010    | 21. července 2010  | Evropa           |                                                                            |
| Španělsko              |                 |                 |                    | 3. srpna 1961      | Evropa           | Do OEEC vstoupilo v roce 1958                                              |
| Švédsko                |                 |                 |                    | 28. září 1961      | Evropa           | Člen OEEC                                                                  |
| Švýcarsko              |                 |                 |                    | 28. září 1961      | Evropa           | Člen OEEC                                                                  |
| Turecko                |                 |                 |                    | 2. srpna 1961      | Evropa           | Člen OEEC                                                                  |
| Spojené království     |                 |                 |                    | 2. května 1961     | Evropa           | Člen OEEC                                                                  |
| Spojené státy americké |                 |                 |                    | 12. dubna 1961     | Severní Amerika  |                                                                            |